# Daglas Ros
Dr Daglas "Dag" Ros je fiktivni lekar iz televizijske serije "Urgentni centar", a tumačio ga je Džordž Kluni. Uklanjanje Džordža Klunija iz uvodne špice desilo se u 16. epizodi 5. sezone.

## O liku
Daga Rosa je odgajala majka Sara nakon što je njegov otac Rej napustio porodicu. U 1. sezoni, Ros je rekao jednom bolesniku da je imao sina, a bolničarki Vendi Goldman je rekao da ne zna kako mu se sin zove jer ga nikad nije video. Dalje od toga nije govoreno o Dagovoj prošlosti. Uprkos njegovom zamršenom ličnom životu, Ros je posvećeni pedijatar Urgentnog centra. Uvek je bio posvećen zdravstvu i pomaganju brz obzira na pravil i posledice. Tokom 2. sezone, Dag je spasio dečaka zaglavljenog u slivniku tokom oluje. Njegovi junački napori su prikazani na tamošnjoj televiziji zbog čega je postao zvezda. Ovaj događaj mu je pomogao da se vrati na posao u Urgentni centar jer njegov nadređeni na pedijatriji nije hteo da mu produži stipendiju zbog nepoštovanja ovlašćenja. 
Tokom 2. sezone, Rej pokušava da se pomiri sa Dagom kome teško pada pomirenje sa čovekom koji je napustio njega i njegovu majku. Rej je vlasnik jednog hotela u Čikagu zbog čega je Dag malo promenio stav, ali se razočarao kad ga je otac pozvao da ide sa njim na utakmicu Čikaških bikova, a onda se nije pojavio. Ros kasnije otkriva da je njega i majku otac zlostavljao. Dag je kasnije započeo vezu sa Rejevom devojkom, ženom kojoj je Rej ukrao novac, ali okončava vezu kad je postalo očigledno da žena ima mnogo teškoća.
Ros je ženskaroš i zabavljao se i ostavljao je mnoge žene tokom svog boravka u seriji. Njegovi ženskaroški dani su se naglo završili nakon jednonoćne pustolovine sa epileptičarkom koja je krila svoju bolest zbog čega je umrla u Urgentnom centru. Ros je otkrio kako se ona zove tek posle njene smrti, a posle toga je prestao da se zabavlja na neko vreme dok se nije pomirio sa Kerol Hatavej, bolničarkom Urgentnog centra Opšte bolnice..
Televizija Vorner Braders, studio koji je producirao seriju "Urgentni centar", je krio od NBC-a kratku pojavu dr Rosa u epizodi "Tako slatka tuga" koja je prikazivala odlazak Kerol Hatavej i nije pominjano Rosovo pojavljivanje. Izvorna varijanta epizode "Tako slatka tuga" koju je Vorner braders poslao NBC-u se završila prizorom u kom se vidi Karol u vazduhoplovu za Sijetl. U jedanaest sati, Vorner braders je poslao "montiranu" varijantu u zgradu NBC-a u Novom Jorku na emitovanje. NBC se ljutio što je to skrivano jer su mogli da se proizvedu vrednost i pridoh da su pustili reklamu za epizodu u kojoj bi se označio povratak Džorža Klunija. Kluni je naveo obožavaoce serije kao razlog za svoju kratku pojavu (hteo je da se likovi Hatavejeve i Rosa ponovo spoje za šta su se i mnogi obožavaoci nadali). Kluni je prema ugovoru samo tražio da mu se plati najmanja vrednost za to kratko pojavljivanje.
U epizodi "Stara vremena" 15. sezone, Ros radi kao lekar u Zdravstvenom centru Univerziteta u Vašingtonu. On je pomagao ožalošćenoj baki čiji je unuk opasno povređen u nesreći sa biciklom. Razgovarao je sa Sem i Nilom kad je saznao da rade u Opštoj i pitao ih je da li neko od njegovih starih kolega još radi tamo. Dag i Kerol su odgovorni za nabavku bubrega za Kartera i srca za drugog bolesnika u Opštoj, ali nikad nisu otkrili ko je primio organe.

### Karijera
U prvoj epizodi, koja se dešava na Svetog Patrika 1994. godine, Ros je doveden u Urgentni centar neposredno pre svoje smene kako bi ga "izlečio" od pića njegov dugogodišnji drug dr Mark Grin. Tokom nekoliko sledećih sezona, Ros je prikazan kao saosećajan, iako nije uvek najbolje rasuđivao. Njegova ljubav prema deci je najbolje viđena tokom mračnih stanja kao kad je neko dete u opasnosti. Kad je Piter Benton pričao o tome kako se hirurzi suočavaju sa osećajno teškim slučajevima i kako je lekarima Urgentnog centra lakše, Ros ga je ostavio zatečenog kad mu je ispričao o slučaju u kom je devojčica pretukla majku na smrt, o detetu koje će ostati bez noge zbog raka i jednom detetu koje umire jer je beskućnik. Manjak rasuđivanja ga dovodi u sukob sa roditeljima zlostavljačima u Urgentnom centru, ali njega u tom slučaju psihijatar savetuje da tako više ne radi.
On je strastveni lekar kome je dobrobit bolesnika, pogotovu dece, iznad zdravstvene karijere. U jednoj epizodi, dr Ros je spasio dečaka koji se davio i prebačen je u Opštu bolnicu televizijskim helikopterom. To mu je donelo mnogo pažnje, zbog toga je nagrađen i spasio je posao. Rosu ne ide poštovanje ovlašćenja, čak i kad mu je Mark šef. On je pedijatar, ali u nekoliko epizoda je obavljao zdravstvene zahvate i na odraslima, obično kad su drugi lekari opšte prakse zauzeti.
U jednoj epizodi, on je pokušao da uradi ubrzanu detoksikaciju zavisnog deteta bez majčinog pristanka. Hatavejeva je pomagala, ali kad su Grin i Viverova otkrili da su urađenim postupkom prekršeni pravilo bolnice i zakon, Dag je kažnjen. Dat mu je uslovni rad na mesec dana i nadgledali su ga dr Keri Viver i dr Grin, koji je morao da uz njega potpisuje njegove kartone. Dagov stav prema lečenju bolesnika često donosi posledice njegovim saradnicima i nadređenima, koji su primili opomenu od svojih nadređenih zbog Dagovog ponašanja.
Prijavio se za mesto lekara na pedijatriji. Na kraju je i dobio posao, iako su se dr Grin i Viver protivili njegovom unapređenju jer mesto nije bilo neophodno, a za budžet je trebalo negde drugde. Grin je na posletku bio srećan zbog Rosa, ali Viverova je bila užasnuta i vodila je kampanju protiv njegovog mesta.
Dag je dao otkaz nakon bruke jer je pokazao jednoj majci kako da rukuje zdravstvenim aparatom za dilaudid što joj je omogućilo da da smrtonosnu količinu svom neizlečivo bolesnom sinu. Ros je ranije ukrao dilaudid sa proučavanja o analgeticima i dao ga majci, ali su ga Viverova i Grin otkrili i kaznili, ali su krili taj događaj. Događaj je za sobom dovukao i zatvaranje besplatne klinike Hatavejeve u bolnici pošto je odatle aparat predat majci, a Ros se suočava sa udaljavanjem s' posla i mogućim krivičnim delom. Jedan drug je stao na Rosovu stranu pa je krivično delo odbačeno, ali Ros daje otkaz u bolnici i seli se u Sijetl. Kad je Ros otišao, on i Hatavejeva su bili u lošijim odnosima sve dok ona nije otkrila da nosi njegove bliznakinje. Njena klinika se kasnije ponovo otvorila, ali ona tamo mora da izveštava svog bivšeg pomoćnika.
Ros je otpisan iz serije jer je Kluni želeo da se usresredi na širenje svoje filmske karijere. On je takođe rekao da ne postoji neka snažna priča za njegov lik posle 5. sezone. On se pojavio pred kraj pretposlednje epizode 6. sezone kad je Kerol napustile Opštu bolnicu i otišla kod Daga u Sijetl. Klunija su kako se priča zamolili da se vrati u 8. sezoni kako bi se pojavio u poslednjoj epizodi Entonija Edvardsa na Grinovoj sahrani, ali Kluni je odbio jer nije želeo da njegova kratka pojava baci senku na odlazak omiljenog lika serije. Kluni se vratio u Urgentni centar u 15. i poslednjoj sezoni 2009. godine u sklopu priče koja počinje u epizodi "Stara vremena" u kojoj se i Džulijana Margulis vratila kao Hatavejeva.

## Razvoj

### Izbor glumca i stvaranje
Džordž Kluni nije primio poziv za izbor glumca od televizijske serije nego je primio rukopis scenarija od druga. Pročitao ga je i počela je da ga zanima uloga. On je rekao: "Volim mane ovoga. Mogu da ga igram."
Nil Bir, koji je radio na seriji Urgentni centar, je bio podstreknut svojim iskustvom pa je napisao priču za lik Daga Rosa. Takođe je radio specijalizaciju dok je bio u Urgentnom centru i postao je pedijatar što mu je pomoglo da "reši stvarno složene etičke nedoumice".

### Opis
Lik je opisan kao "usložnjeni lekar za decu koji može da bude zaokupljen sobom, brze naravi i ožalošćen, a i hvata se flaše kako bi izbegao posledice svojih postupaka".

## Prijem
2004. godine, Ros je bio na spisku 100 najvećih televizijskih likova časopisa "Bravo". Nedeljni razvoj je smestio Rosa na spisak 30 najvaćih lekara i bolničara. Lik su "Fox vesti" stavila na spisak Najboljih lekara i hirurga, a u Časopisu Filadelfije među 10 najboljih lekara sa televizije. Ros je takođe na spisku "Mokre boje" 10 najzgodnijih lekara sa televizije, a u časopisu "Bazfid" među 16 najzgodnijih lekara sa televizije. Njegova veza sa Kerol Hatavej je stavljena na AOL-ov spisak Najboljih televizijskih parova svih vremena, a takođe i na isti spisak časopisa "TV vodič".
Zbgo svog rada u seriji, Kluni je dva puta biran za nagradu Emi za najboljeg glavnog glumca u dramskoj seriji 1995. i 1996. godine. Takođe je triputa odabran za dobijanja Zlatnog globusa za najboljeg glavnog glumca u dramskoj TV seriji 1995. godine, 1996. i 1997. godine (ali je izgubio od kolege Entonija Edvardsa).